# Olympische Sommerspiele 1996/Teilnehmer (Griechenland)
| Gelbes Symbol für Goldmedaillen mit stilisierten Olympischen Ringen | Graues Symbol für Silbermedaillen mit stilisierten Olympischen Ringen | Braundes Symbol für Bronzemedaillen mit stilisierten Olympischen Ringen |
| ------------------------------------------------------------------- | --------------------------------------------------------------------- | ----------------------------------------------------------------------- |
| 4                                                                   | 4                                                                     | —                                                                       |

Griechenland nahm bei den Olympischen Sommerspielen 1996 in der US-amerikanischen Metropole Atlanta mit 121 Sportlern, 34 Frauen und 87 Männern, in 18 Sportarten teil.
Seit 1896 war es die 23. Teilnahme Griechenlands bei Olympischen Sommerspielen. Damit war Griechenland eine von fünf Nationen, die bis dahin bei allen Olympischen Sommerspielen teilgenommen hatte.

## Flaggenträger
Der Gewichtheber Pyrros Dimas (gr. Πύρρος Δήμας) trug die Flagge Griechenlands während der Eröffnungsfeier am 19. Juli 1996 im Centennial Olympic Stadium.

## Medaillengewinner
Mit je vier gewonnenen Gold- und Silbermedaillen belegte das griechische Team Platz 16 im Medaillenspiegel.

### Gold
| Name/n                | Sportart     | Wettkampf           |
| --------------------- | ------------ | ------------------- |
| Pyrros Dimas          | Gewichtheben | Leichtschwergewicht |
| Akakios Kachiasvilis  | Gewichtheben | I. Schwergewicht    |
| Nikolaos Kaklamanakis | Segeln       | Windsurfen          |
| Ioannis Melissanidis  | Turnen       | Bodenturnen         |

### Silber
| Name/n            | Sportart       | Wettkampf           |
| ----------------- | -------------- | ------------------- |
| Leonidas Sampanis | Gewichtheben   | Bantamgewicht       |
| Valerios Leonidis | Gewichtheben   | Federgewicht        |
| Leonidas Kokas    | Gewichtheben   | Mittelschwergewicht |
| Niki Bakogianni   | Leichtathletik | Frauen, Hochsprung  |

## Teilnehmer nach Sportarten

### Basketball
- Herrenteam
5. Platz

- Kader
Kostas Patavoukas
Pap Papanikolaou
Dinos Angelidis
Efthymios Bakatsias
Efthymios Rentzias
Lefteris Kakiousis
Frankie Alvertis
Giorgos Sigalas
Nikos Oikonomou
Panagiotis Fasoulas
Panagiotis Giannakis
Fanis Christodoulou

### Boxen
- Agathangelos Tsiripidis
Bantamgewicht: 17. Platz

- Tingran Ouzlian
Federgewicht: 9. Platz

### Fechten
- Niki-Katerina Sidiropoulou
Frauen, Degen, Einzel: 27. Platz

### Gewichtheben
- Leonidas Sampanis
Bantamgewicht: Silber

- Valerios Leonidis
Federgewicht: Silber

- Georgios Tzelilis
Federgewicht: 4. Platz

- Christos Spyrou
Leichtgewicht: 13. Platz

- Viktor Mitrou
Mittelgewicht: 4. Platz

- Pyrros Dimas
Leichtschwergewicht: Gold

- Leonidas Kokas
Mittelschwergewicht: Silber

- Akakios Kachiasvilis
I. Schwergewicht: Gold

- Oleng Panatidis
II. Schwergewicht: Wettkampf nicht beendet

- Pavlos Saltsidis
Superschwergewicht: 7. Platz

### Judo
- Charis Papaioannou
Schwergewicht: 7. Platz

### Leichtathletik
- Alexandros Genovelis
100 Meter: Viertelfinale
4 × 100 Meter: Vorläufe

- Alexandros Terzian
100 Meter: Vorläufe

- Charalambos Papadias
100 Meter: Vorläufe

- Georgios Panagiotopoulos
200 Meter: Viertelfinale
4 × 100 Meter: Vorläufe

- Thomas Sbokos
200 Meter: Vorläufe
4 × 100 Meter: Vorläufe

- Spyros Andriopoulos
Marathon: 36. Platz

- Stelios Bisbas
110 Meter Hürden: Vorläufe

- Alexios Alexopoulos
4 × 100 Meter: Vorläufe

- Lambros Papakostas
Hochsprung: 6. Platz

- Spyridon Vasdekis
Weitsprung: 14. Platz in der Qualifikation

- Konstandinos Koukodimos
Weitsprung: 22. Platz in der Qualifikation

- Alexandros Papadimitriou
Hammerwurf: 16. Platz in der Qualifikation

- Christos Polychroniou
Hammerwurf: In der Qualifikation ausgeschieden

- Konstandinos Gatsioudis
Speerwurf: 10. Platz

- Dimitrios Polymerou
Speerwurf: 19. Platz in der Qualifikation

- Ekaterini Koffa
Frauen, 100 Meter: Viertelfinale
Frauen, 200 Meter: Halbfinale

- Ekaterini Thanou
Frauen, 100 Meter: Viertelfinale

- Maria Polyzou
Frauen, Marathon: 42. Platz

- Niki Bakogianni
Frauen, Hochsprung: Silber

- Niki Xanthou
Frauen, Weitsprung: 4. Platz

- Paraskevi Patoulidou
Frauen, Weitsprung: 10. Platz

- Olga Vasdeki
Frauen, Dreisprung: 5. Platz

- Anastasia Kelesidou
Frauen, Diskuswurf: 18. Platz in der Qualifikation

- Ekaterini Vongoli
Frauen, Diskuswurf: 22. Platz in der Qualifikation

- Stella Tsikouna
Frauen, Diskuswurf: 31. Platz in der Qualifikation

### Radsport
- Lambros Vasilopoulos
Sprint: 4. Runde

- Georgios Chimonetos
Sprint: 4. Runde

- Dimitrios Georgalis
1000 Meter Zeitfahren: 7. Platz

### Rhythmische Sportgymnastik
- Maria Pangalou
Einzel: Halbfinale

- Evangelia Sotiriou
Einzel: Vorrunde

### Ringen
- Varntan Ioannis Angakatzanian
Papiergewicht, griechisch-römisch: 8. Platz

- Sarkis Elgkian
Bantamgewicht, griechisch-römisch: 7. Platz

- Aristidis Roumbenian
Federgewicht, griechisch-römisch: 17. Platz

- Iordanis Konstantinidis
Halbschwergewicht, griechisch-römisch: 6. Platz

- Panagiotis Poikilidis
Superschwergewicht, griechisch-römisch: 5. Platz

- Nikos Tskouaseli
Papiergewicht, Freistil: 13. Platz

- Amiran Kardanov
Fliegengewicht, Freistil: 16. Platz

- Lazaros Loizidis
Weltergewicht, Freistil: 20. Platz

- Petros Bourdoulis
Superschwergewicht, Freistil: 8. Platz

### Rudern
- Vasileios Polymeros
Leichtgewichts-Doppelzweier: 10. Platz

- Ioannis Kourkourikis
Leichtgewichts-Doppelzweier: 10. Platz

- Tonia Svaier
Frauen, Einer: 15. Platz

- Angeliki Gremou
Frauen, Leichtgewichts-Doppelzweier: 15. Platz

- Khrysa Biskitzi
Frauen, Leichtgewichts-Doppelzweier: 15. Platz

### Schießen
- Mikhail Elpikidis
Trap: 57. Platz

- Christos Sotiropoulos
Doppeltrap: 30. Platz

- Agathi Kasoumi
Frauen, Sportpistole: 15. Platz

### Schwimmen
- Georgios Giziotis
50 Meter Freistil: 34. Platz
100 Meter Freistil: 46. Platz

- Dimitrios Manganas
200 Meter Freistil: 30. Platz
400 Meter Freistil: 16. Platz
1500 Meter Freistil: 30. Platz

- Panagiotis Adamidis
100 Meter Rücken: 36. Platz
200 Meter Rücken: 37. Platz

- Georgios Popotas
100 Meter Schmetterling: 43. Platz
200 Meter Schmetterling: 40. Platz

- Antonia Machaira
Frauen, 100 Meter Freistil: 31. Platz
Frauen, 200 Meter Freistil: 14. Platz
Frauen, 400 Meter Freistil: 34. Platz
Frauen, 4 × 100 Meter Lagen: 22. Platz

- Ekaterini Klepkou
Frauen, 100 Meter Rücken: 27. Platz
Frauen, 200 Meter Rücken: 31. Platz
Frauen, 4 × 100 Meter Lagen: 22. Platz

- Marina Karystinou
Frauen, 100 Meter Schmetterling: 40. Platz
Frauen, 200 Meter Schmetterling: 29. Platz
Frauen, 4 × 100 Meter Lagen: 22. Platz

- Katia Sarakatsani
Frauen, 200 Meter Lagen: 23. Platz
Frauen, 400 Meter Lagen: 25. Platz
Frauen, 4 × 100 Meter Lagen: 22. Platz

### Segeln
- Nikolaos Kaklamanakis
Windsurfen: Gold

- Emilios Papathanasiou
Finn Dinghy: 27. Platz

- Andreas Kosmatopoulos
470er: 11. Platz

- Kostas Tringonis
470er: 11. Platz

- Dimitrios Theodorakis
Laser: 27. Platz

- Anastasios Boundouris
Star: 4. Platz

- Dimitrios Boukis
Star: 4. Platz

- Stavros Alevras
Soling: 28. Platz

- Panagiotis Alevras
Soling: 28. Platz

- Stefanos Chandakas
Soling: 28. Platz

- Angeliki Skarlatou
Frauen, Windsurfen: 23. Platz

- Maria Mylona
Frauen, Europe: 22. Platz

- Ekaterini Kaloudi
Frauen, 470er: 17. Platz

- Emilia Tsoulfa
Frauen, 470er: 17. Platz

### Tennis
- Christína Papadáki
Frauen, Einzel: 33. Platz
Frauen, Doppel: 17. Platz

- Christina Zachariadou
Frauen, Doppel: 17. Platz

### Tischtennis
- Daniel Tsiokas
Einzel: 17. Platz

- Kallinikos Kreangka
Einzel: 17. Platz

### Turnen
- Ioannis Melissanidis
Einzelmehrkampf: 52. Platz in der Qualifikation
Barren: 75. Platz in der Qualifikation
Boden: Gold 
Pferdsprung: 33. Platz in der Qualifikation
Reck: 81. Platz in der Qualifikation
Ringe: 86. Platz in der Qualifikation
Seitpferd: 82. Platz in der Qualifikation

- Vasiliki Tsavdaridou
Frauen, Einzelmehrkampf: 21. Platz
Frauen, Mannschaftsmehrkampf: 11. Platz
Frauen, Boden: 31. Platz in der Qualifikation
Frauen, Pferdsprung: 25. Platz in der Qualifikation
Frauen, Schwebebalken: 46. Platz in der Qualifikation
Frauen, Stufenbarren: 21. Platz in der Qualifikation

- Virginia Karentzou
Frauen, Einzelmehrkampf: 50. Platz in der Qualifikation
Frauen, Mannschaftsmehrkampf: 11. Platz
Frauen, Boden: 74. Platz in der Qualifikation
Frauen, Pferdsprung: 68. Platz in der Qualifikation
Frauen, Schwebebalken: 59. Platz in der Qualifikation
Frauen, Stufenbarren: 58. Platz in der Qualifikation

- Konstantina Margariti
Frauen, Einzelmehrkampf: 51. Platz in der Qualifikation
Frauen, Mannschaftsmehrkampf: 11. Platz
Frauen, Boden: 57. Platz in der Qualifikation
Frauen, Pferdsprung: 75. Platz in der Qualifikation
Frauen, Schwebebalken: 65. Platz in der Qualifikation
Frauen, Stufenbarren: 61. Platz in der Qualifikation

- Kyriaki Firinidou
Frauen, Einzelmehrkampf: 61. Platz in der Qualifikation
Frauen, Mannschaftsmehrkampf: 11. Platz
Frauen, Boden: 73. Platz in der Qualifikation
Frauen, Pferdsprung: 54. Platz in der Qualifikation
Frauen, Schwebebalken: 52. Platz in der Qualifikation
Frauen, Stufenbarren: 87. Platz in der Qualifikation

- Georgia-Anastasia Tembou
Frauen, Einzelmehrkampf: 80. Platz in der Qualifikation
Frauen, Mannschaftsmehrkampf: 11. Platz
Frauen, Boden: 96. Platz in der Qualifikation
Frauen, Pferdsprung: 87. Platz in der Qualifikation
Frauen, Schwebebalken: 74. Platz in der Qualifikation
Frauen, Stufenbarren: 79. Platz in der Qualifikation

- Ekaterini Mamouti
Frauen, Einzelmehrkampf: 89. Platz in der Qualifikation
Frauen, Mannschaftsmehrkampf: 11. Platz
Frauen, Boden: 85. Platz in der Qualifikation
Frauen, Pferdsprung: 71. Platz in der Qualifikation
Frauen, Schwebebalken: 96. Platz in der Qualifikation
Frauen, Stufenbarren: 99. Platz in der Qualifikation

- Kyriaki Papanikolaou
Frauen, Einzelmehrkampf: 103. Platz in der Qualifikation
Frauen, Mannschaftsmehrkampf: 11. Platz
Frauen, Boden: 93. Platz in der Qualifikation
Frauen, Schwebebalken: 94. Platz in der Qualifikation
Frauen, Stufenbarren: 94. Platz in der Qualifikation

### Wasserball
- Herrenteam
6. Platz

- Kader
Georgios Afroudakis
Thomas Khatzis
Theodoros Khatzitheodorou
Symeon Georgaras
Filippos Kaiafas
Theodoros Kalakonas
Theodoros Lorantos
Konstantinos Loudis
Georgios Mavrotas
Anastasios Papanastasiou
Vangelis Patras
Georgios Psykhos
Gerasimos Voltyrakis

### Wasserspringen
- Nikolaos Siranidis
Kunstspringen: 26. Platz